# Botanophila ascoidica
Botanophila ascoidica este o specie de muște din genul Botanophila, familia Anthomyiidae. A fost descrisă pentru prima dată de Johann Andreas Schnabl în anul 1911. Conform Catalogue of Life specia Botanophila ascoidica nu are subspecii cunoscute.